# 可惡！把我的青春還給我
《可惡！把我的青春還給我》（英語：Game Not Over），2017年台灣偶像劇，由酷瞧原創出品，本劇結合經典線上遊戲《天堂》為主軸，由邵雨薇、夏騰宏、歐陽倫、徐韜、張珀榕領銜主演，於2017年11月10日開鏡，酷瞧於2017年12月18日播出。

## 播出時間

### 首播
| 頻道          | 所在地 | 首播日期       | 播放時間                |
| ------------- | ------ | -------------- | ----------------------- |
| 酷瞧          | 臺灣   | 2017年12月18日 | 每週一 21:00            |
| CHOCO TV      | 臺灣   | 2017年12月18日 | 每週一 21:00            |
| EYE TV 戲劇台 | 臺灣   | 2022年9月24日  | 星期六、日21:00 - 22:00 |

## 故事大綱
曾是校園女神的喬喬，依照家裡的期待，放棄出國學設計的夢想投入職場。經歷十多年的職場磨練，現在已成為Swapub的高階主管，一改當年的溫柔，喬喬做事精明幹練、甚至有點毒舌。某日，喬喬接到《天堂M》的合作提案，她想起高中時期，那些和她一起共練《天堂》最強等級的角色：娜希雅、熱血拼命的朋友們：風雲人物罐頭、心思細膩的小西、校草阿明與隨遇而安的雞肉，也想起高中時什麼都不管、認真玩耍的自己，為了找回當年的勇氣，喬喬決定找回大家，完成高中時未能完成的夢想清單。為了完成夢想清單，大家踏上旅程。

## 演員列表

### 主要演員
| 演員   | 角色           | 年代   | 介紹 |
| 邵雨薇 | 徐詩喬(喬喬)   | 2000年 | 天堂角色:公主/騎士(娜希雅)，大家心中的公主/校園女神。 |
| 邵雨薇 | 徐詩喬(喬喬)   | 2017年 | Swapub的小主管 她非常珍惜這段友誼。 她是唯一沒寫下夢想清單的人， 她總是符合家裡期待、 她默默的希望有一天可以鼓起勇氣， 完成她深藏在心裡的夢想， 青春，是她要找回夢想的地方…… 個性如天堂裡的公主，主導五人血盟，喬喬不只在遊戲裡是大家所擁護的公主，校園裡更是大家的女神。喬喬喜歡與四人相處，一起瘋、一起玩耍，與四人相處，在他們面前她才可以擺脫女神的形象做自己，跟四個男生相處就像是哥兒們，然而跟風雲人物、校草等人的友情，卻讓她被同學們霸凌，只有玩天堂她才能找回勇氣。成年後讓她找回勇氣的泉源，便是青春的這段回憶。 |
| 夏騰宏 | 許冠佑（罐頭） | 2000年 | 天堂角色：騎士/騎士（娜希雅），勇往直前的騎士/校園風雲人物。 |
| 夏騰宏 | 許冠佑（罐頭） | 2017年 | 職業：地位卑微的美編 他總是帶著大家向前衝， 夢想清單是熱血地唱一首屬於大家的歌， 曾經，凡事都他說了算， 現在，誰對他都可以說了算， 青春，是他的勇敢藥水，他要找回勇氣! 過去喜歡帶著班上同學胡鬧，個性衝動易怒，對兄弟非常講義氣，面對心儀對象的他，卻反而非常膽小，從不敢真正面對自己的感情。與四人相處，總是擺出老大的姿態，半夜夜衝、輪班夜等，只要兄弟們一句話，他都會赴湯蹈火。長大後成為公司裡小小美編，每天被主管罵，青春時的領袖氣質完全消失，每天加班到半夜也不敢吭聲，青春這段回憶，是他勇氣的證明。               |
| 歐陽倫 | 張鈞德（小西） | 2000年 | 天堂角色：法師/騎士（娜希雅），變化無窮的法師/鬼點子多的暖男。 |
| 歐陽倫 | 張鈞德（小西） | 2017年 | 靈骨塔推銷員 每次出去玩總是他出主意，夢想清單是大家一起野外求生，有了大家，他什麼事都能完成，沒了大家，他什麼事都不想做，召喚大家，找回勇氣，是他唯一的夢想 全身散發出神秘的氣息，文筆好卻悶騷，在眾人面前總是裝酷，只有在喬喬面前會卸下心防。小西鬼點子特多，總是出各種怪主意，每次出遊，都是先聽小西的主意，再有罐頭帶領大家。儘管文筆好、功課也好，但小西畢業後沒能當上作家，反而憑藉好口才成為靈骨塔銷售員，每天靠說話維生。他想找回純真的青春。                                                                        |
| 徐韜   | 洪啟明（阿明） | 2000年 | 天堂角色:妖精/騎士(娜希雅)，最帥妖精/自戀校草。 |
| 徐韜   | 洪啟明（阿明） | 2017年 | 萬年光替與臨演 我是阿明我超帥，帥到沒朋友，帥到沒工作，曾經大家都愛我，現在只有我愛自己，甚至我也開始不愛自己，我懷念大家都還在的時候，我的夢想清單是大家一起放煙火，青春，才是最帥最美的! 阿明有顆比女生還細膩的心、體貼，同時也因為長得帥成為校園萬人迷。阿明是大家的潤滑劑，非常喜歡和大家混在一起，很珍惜彼此的友誼。夢想是大家一起放煙火。長大後由於沒有精進的演技，又太自戀，淪落到成為大牌演員的光替。 |
| 張珀榕 | 陳智弘(雞肉)   | 2000年 | 天堂角色:妖精/騎士娜希雅，膽小偷放冷箭的妖精/節儉宅男。 |
| 張珀榕 | 陳智弘(雞肉)   | 2017年 | 連鎖雞肉飯富二代 雞肉是多年後唯一沒變的人，有了錢、有了時間、雞肉卻不開心，他懷念與朋友們攻城的日子，夢想清單是大家一起裸游，只有找回大家他才能說:「你覺得舒服多了!」 有顆不同於憨厚外表的靈活腦袋，他家的雞肉飯是大家最常聚集的地方。小時候是五人中最節儉的人，然長大後繼承家中的雞肉飯連鎖店，成為富二代，出手闊。雞肉十七年來始終如一，保有青春的性格，他懷念跟好朋友一起玩耍，還有希望能鼓起勇氣，尋找自己想要的事物。                                                                                                  |

### 客串演員
| 演員   | 角色     | 年代   | 介紹 |
| 孫協志 | 網咖老闆 | 2000年 |      |
| 許時豪 | 班導     | 2000年 |      |
| 劉柏園 |          |        |      |

## 電視劇歌曲
| 曲別   | 歌名     | 演唱者 | 作詞   | 作曲   |
| 片尾曲 | 愛我別走 | 張震嶽 | 張震嶽 | 張震嶽 |
| 插曲   | 愛很簡單 | 陶喆   | 娃娃   | 陶喆   |

## 外部連結
- 可惡！把我的青春還給我的Facebook專頁